# Les Oursins
Pour les articles homonymes, voir Oursin.
Pour plus de détails, voir Fiche technique et Distribution.
Les Oursins est un film français de Jean Painlevé réalisé en 1928.

## Synopsis
Il s'agit d'un documentaire muet en noir et blanc, montrant les caractéristiques de plusieurs espèces d'oursins. 

On y voit notamment l'« oursin de sable » Echinocardium cordatum et l'« oursin de roche » Strongylocentrotus droebachiensis.

## Fiche technique
- Titre : Les Oursins
- Réalisation : Jean Painlevé
- Société de production : Films Diamant
- Pays de production :  France
- Genre : Documentaire
- Durée : 10 minutes
- Dates de sortie : 
  - France : 1929